# Пропагандистские роты вермахта

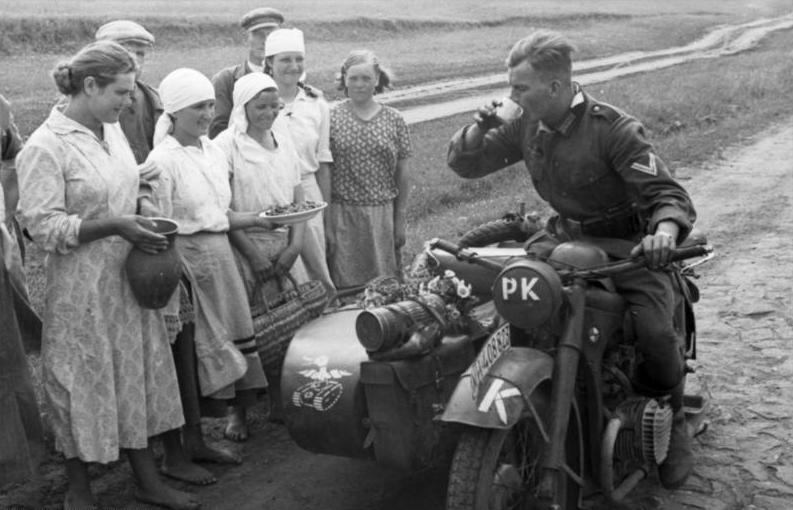
Женщины угощают молоком солдата роты пропаганды 691. Под Львовом, июль 1941

Роты пропаганды вермахта (нем. Propagandakompanien) — специальные воинские подразделения в вооружённых силах нацистской Германии по осуществлению пропагандистского воздействия на немецкое население и солдат, а также на противников национал-социализма.

## История
В 1935–1936 годах начались первые шаги по созданию военной пропагандистской организации, инициированные в основном Имперским министерством народного просвещения и пропаганды. Командование вермахта также поддерживало эту идею, понимая, что неэффективность немецкой пропаганды в Первой мировой войне сыграла важную роль в поражении Германии и крахе её тыла. Основные разногласия между министерством пропаганды и военными касались структуры и контроля над пропагандистскими подразделениями. Министерство пропаганды предлагало прикрепить гражданские пропагандистские группы к военным частям на фронте, но военное командование, а позднее и Верховное командование вермахта (OKW), настаивало на полном армейском контроле над этими подразделениями. После нескольких экспериментов, проведённых в 1936–1937 годах, был достигнут компромисс: пропагандистские отряды формировались в составе армии, но профессиональные указания и директивы поступали непосредственно от Министерства пропаганды. Накануне вторжения в Судетскую область в 1938 году было сформировано 11 пропагандистских рот (Propaganda-Kompanien, PK): пять — в сухопутных войсках (Пропагандистская рота 549, Дрезден; Пропагандистская рота 537, Бреслау; Пропагандистская рота 570, Нюрнберг; Пропагандистская рота 521, Вена; Пропагандистская рота 558, Берлин), четыре — в люфтваффе и две — на флоте.
В апреле 1939 года было официально создано Управление пропаганды при ОКВ (Wehrmachtpropaganda-Abteilung), во главе которого стал генерал Хассо фон Ведель. Эта структура до 14 октября 1942 года входила в состав войск связи, после чего была выделена и стала отдельной армейской структурой.
Отдел пропаганды ОКВ осуществлял общее руководство пропагандистскими мероприятиями вермахта: назначал персонал и занимался вопросами технического обеспечения, вырабатывал директивы для проведения крупных пропагандистских акций и т. п. Отдел также занимался всеми мероприятиями по влиянию на общественность внутри рейха и за границей, если они затрагивали интересы вермахта или обороны страны. Отделу пропаганды вермахта подчинялись специальные воинские подразделения — роты пропаганды. В круг их обязанностей входили:
1. пропаганда среди немецкого населения и военнослужащих («пропаганда на родину»),
2. пропаганда в действующей армии («фронтовая пропаганда»)
3. «пропаганда на врага» — на его вооруженные силы и гражданское население.

Каждой полевой армии, танковой группе, воздушному флоту придавалось по одной роте пропаганды.

## Знаки различия
Все военнослужащие рот пропаганды носили манжетную ленту. Лента с надписью «Propagandakompanie» с жёлтым кантом была введена 16 августа 1938 года, носилась до 1943 года.
Позже, приказом от 25 января 1943 года, Kriegsberichter (фотокорреспонденты) и войска пропаганды были выделены в отдельный род войск, этим же приказом введен официальный цвет рот пропаганды — светло-серый.
Также были утверждены ленты:
- Kriegsberichter des Heeres (лента Kriegsberichter des Heeres + серый кант) для вермахта;
- Kriegsberichter des Luftwaffe для люфтваффе;
- Kriegsberichter des Marine для флота;
- SS-Kriegsberichter для войск СС.

Ленты «Kriegsberichter» пришивались в 17 см от обшлага рукава, ленты «SS-Kriegsberichter» пришивались в 15 см от обшлага.

## Номера рот пропаганды

### Propagandakompanie 501
Рота сформирована в 1939 году в Кёнигсберге, участвовала в Польской кампании в составе 3-й армии (под Варшавой). Зиму 1939/1940 провела в городе Трире у Западного вала, в 1940 году размещалась во Франции (Париж, Лиль, северное побережье).
С нападением на СССР — в составе 16-й армии вермахта.
- 1941 — Каунас, Псков, Луга, Новгород
- 1942 — Демянск, Валдайская возвышенность, Холм
- 1943/44 — Новгород, Рига, Курляндия
- 1945 — Курляндия, Лиепая (Libau), Вентспилс (Windau), эвакуация в Гольштейн

Командир роты — Ханс Бауман, писатель и журналист, работавший до войны в руководящих органах гитлерюгенда.

### Propagandakompanie 612
9-я Армия
- 1941—1944 — Витебск, Ржев, Калуга.
- 1944 — Варшава
- 1945 — Берлин

### Propagandakompanie 614
Возможно, действовала в Африке.

### Propagandakompanie 619
19-я армия
- осень 1943 — лето 1944 года — на юге Франции.
- 1944—1945 — Западный фронт

### Propagandakompanie 621
18-я армия
- 1941—1944 — Нарва, Ленинград, Ладога, Луга, Волхов, Псков
- 1944—1945 — Курляндия

### Propagandakompanie 624
Создана в ноябре 1944 года для 24-й армии. Дислоцировалась в юго-западной Германии, навещала и 19-ю армию.

### Propagandakompanie 625
Создана в ноябре 1944 года для 25-й армии. Использовалась на западном фронте до конца войны, штаб — Нидерланды.

### Propagandakompanie 637
- 1941—1943 — 6-я армия: Киев, Харьков, Сталинград.
- 1943—1945 — 8-я армия: Южная Украина, Донец, Бессарабия, Венгрия, Австрия.

### Propagandakompanie 649
11-я армия
- 1941—1942 — Севастополь

### Propagandakompanie666
Создана по мобилизации в 1939 году в Мюнстере для 5-й армии.
- 1939—1940 — Вестфалия (Айфель, Везель), в 1940 году Шарлевиль, Безансон, Лион
- 1941 — 12-я армия: Киев, Полтава, Ростов
- 1942—1945 — 17-я армия.
- 1942 — Кавказ, Туапсе, Краснодар.
- 1943 — Кубань, Крым
- 1944 — Крым, Бессарабия, Румыния, Бухарест, Краков, Львов
- 1945 — Словакия, Чехия

### Propagandakompanie 670
2-я армия
- 1942—1944 — Киев, Курск, Висла.
- 1945 — Висла, Данциг

### Propagandakompanie 680
Создана в мае 1941 г. в Потсдаме для армейской группы «Лапландия» (позже 20-й Горной армии). Считалась «горной». Известны имена фотографов, служивших в роте: Schiel, Schödl (Schödel), Krumme, Faßhauer, Hoeft, Fraß, Witt.
- 1941—1944 — Лапландия (Рованиеми)
- 1944—1945 — Норвегия (Тромсё, Берген, Осло)

### Propagandakompanie 689
4-я армия

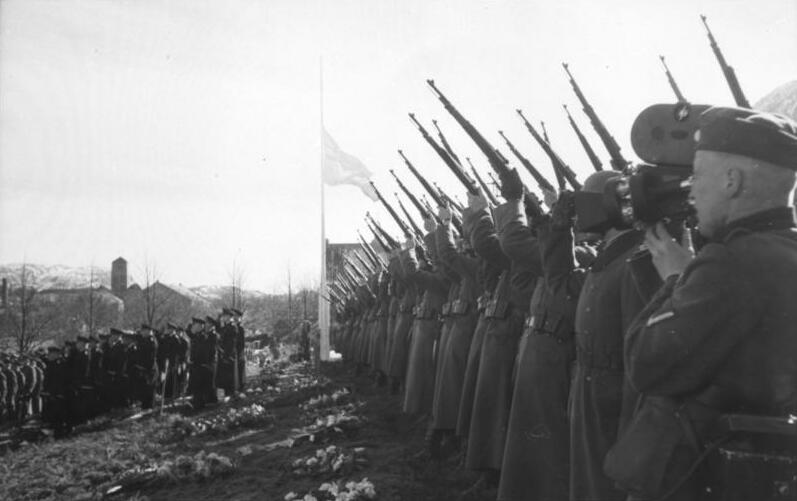
Съёмка похорон. Норвегия, март 1941

- 1941—1944 — Минск, Орша, Рославль, Смоленск, Вязьма.
- 1944 — Нарва, Восточная Пруссия
- 1945 — Кёнигсберг

### Panzer-Propagandakompanie 691
1-я танковая армия
- 1941 — Умань, Киев, Ростов

1-я танковая армия
- 1942 — Ростов, Кавказ, Дон
- 1943 — Дон
- 1944 — Украина
- 1944-45 — Висла, Краков

### Panzer-Propagandakompanie 693
2-я танковая армия
- 1941 — Минск, Смоленск, Рославль, Киев, Вязьма, Тула, Орёл
- 1941—1943 — Курск.
- 1943 — Балканы
- 1944-45 — Белград, Греция

### Panzer-Propagandakompanie 694
4-я танковая армия
- 1941 — Литва, Ленинград, Клин, Вязьма.
- 1942—1943 — Харьков, Воронеж, Донец
- 1943—1944 — Северная Украина, Южная Польша
- 1944—1945 — Висла, Одер

### Propagandakompanie 695
3-я танковая армия
- 1941—1942 — Франция

11-я армия:

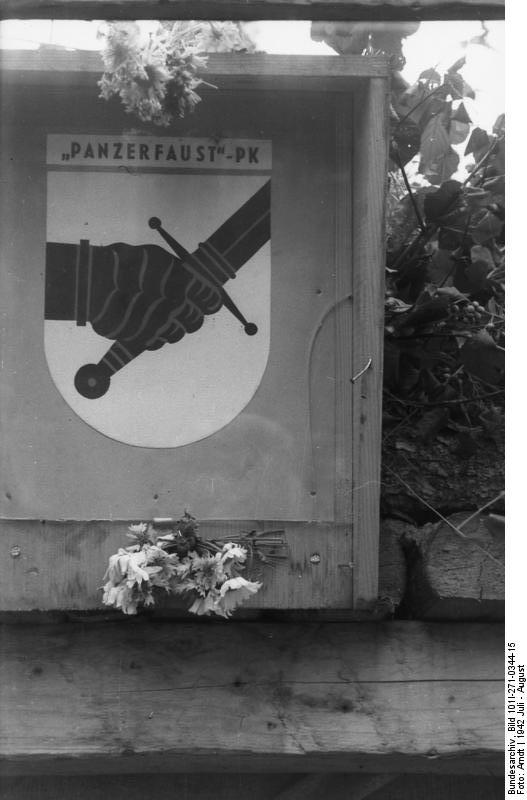
Эмблема Panzer-Propagandakompanie 697

- 1942 — Севастополь, Керчь, Ленинград, Луга, Ладога
- 1943—1945 — 6-я армия
- 1943 — Сталино, Донец
- 1944 — Одесса, Днестр, Бессарабия, Румыния, Венгрия
- 1945 — Словакия

### Panzer-Propagandakompanie 697
- 1941 — Вильно, Витебск, Вязьма, Ржев.
- Осень 1944—1945 — Восточная Пруссия
- 1945 — Штеттин

### Propagandakompanie 698
2-я армия
- 1941—1942 — Минск, Могилев, Брянск, Орёл